# Highlanders (rugby)
Highlanders, anteriormente llamados Otago Highlanders es un equipo profesional de rugby con sede en la ciudad de Dunedin, en Nueva Zelanda. Compite desde 1996 en el Super Rugby, el principal campeonato de clubes del hemisferio sur.
El nombre del equipo en castellano significa "Montañeses".
El equipo representa a las regiones de Otago y Southland de la zona sur de la Isla Sur. El área de la franquicia corresponde a las uniones regionales de Otago y Southland (de la ITM Cup) y de North Otago (del Heartland Championship), aunque muchos jugadores provienen de otras regiones del país.
Los Higlanders jugaban originalmente en el estadio Carisbrook, y en 2012 pasó a utilizar el Forsyth Barr Stadium. No obstante, el equipo suele utiliza otros estadios de su área, en particular el Rugby Park de Invercargill y el centro deportivos de Queenstown. Su nombre hace alusión a los primeros colonizadores de la zona, que provenían de Escocia. Utiliza camiseta azul con vivos amarillos. Blues es el rival clásico de Highlanders.
En 2015 obtiene su primer campeonato al derrotar a los Hurricanes.
Algunos de los jugadores más destacados de la historia de los Highlanders han sido Anton Oliver, Jeff Wilson, Tony Brown, Taine Randell, Jimmy Cowan, Carl Hayman, Carl Hoeft, Byron Kelleher, Chris King, Josh Kronfeld, Craig Newby, Taine Randell, Romi Ropati, Ben Smith y Adam Thomson.

## Palmarés
Super Rugby
- Campeón (1): 2015.
- Subcampeón (1): 1999